# Face aux serpents
Pour plus de détails, voir Fiche technique et Distribution.
Face aux serpents (Venomous) est un film américain réalisé par Fred Olen Ray, sorti en 2001.

## Synopsis
Une race génétiquement modifiée de serpents créée secrètement par l'armée et ultra dangereuse, est mise en liberté par l'explosion terroriste du bâtiment où ils étaient gardés. Quelques années plus tard, les secousses telluriques font ressortir ces affreux reptiles du fond de la terre, prêts à tuer !

## Fiche technique
- Titre : Face aux serpents
- Titre original : Venomous
- Réalisation : Fred Olen Ray
- Scénario : Dan Golden et Sean McGinly (en)
- Musique : Neal Acree
- Photographie : Andrea V. Rossotto
- Montage : Randy Carter
- Décors : Steve Ralph
- Costumes : Linda Louise Sheets
- Production : Alan B. Bursteen, Jorge Hermes, Alison Semenza et Jim Wynorski
- Société de production : Phoenician Entertainment
- Pays :  États-Unis
- Format : Couleurs - 1,78:1 - Dolby Digital - 35 mm
- Genre : Action, drame, thriller, horreur et science-fiction
- Durée : 97 minutes
- Dates de sortie : 29 novembre 2001 (Allemagne), 22 janvier 2002 (sortie DVD États-Unis)

## Distribution
- Treat Williams : le docteur David Henning
- Mary Page Keller : le docteur Christine Edmonton Henning
- Hannes Jaenicke : le docteur Eric Foreman
- Catherine Dent : Susan Edmonton
- Anthony John Denison : le major général Thomas Sparks
- Geoffrey Pierson : le général Arthur Manchek
- Brian Poth : Billy Sanderson
- Nicole Nieth : Cindy Sanderson
- Christal Chacon : l'infirmière Josie Randall
- Jim Storm : le shérif Jack Crowley
- Rick Hurst : Edgar Williams
- Melissa J. Hayden : Katy
- Marc McClure : le docteur Dutton
- Andrew Stevens : Daniel Andrews
- Chas. Allan : Orderly

## Autour du film
- Le film fait usage de stock-shots issus des films Delta Force 2 (1990), Morsures (1996) et La Mutante (1995).
- Le personnage du général Arthur Manchek est une référence au major Manchek du Mystère Andromède (1971), autre thriller ayant pour sujet les virus. Les deux films font également référence à la directive 712, décrite dans le Mystère Andromède comme étant l'utilisation d'une explosion nucléaire pour prévenir la propagation d'un virus.
- Le virus mortel créé par les militaires dans le film est appelé "The Satan Bug", qui est également le nom de la terrifiante arme bactériologique créée dans un laboratoire gouvernemental américain de Station 3 ultra secret (1965).

## Distinctions
- Nomination au prix de la meilleure actrice pour Mary Page Keller, meilleur second rôle masculin pour Joe Don Baker et meilleurs effets spéciaux pour Tom Ceglia, lors des DVD Exclusive Awards en 2003.